# Masque Tour
Il Masque Tour è il secondo tour ufficiale della band statunitense Kansas.

## Storia
La tournée promozionale per l'album Masque inizia con alcune date effettuate a partire da novembre 1975, comprende un totale di 62 esibizioni eseguite tra Stati Uniti d'America e Canada. L'esibizione dal vivo resta il fondamentale mezzo utilizzato dal gruppo per consolidare e far crescere la propria fama. 
I Kansas si esibiscono sia come gruppo principale che come gruppo spalla per altre band più affermate, tra cui Ted Nugent, Nazareth, Mott the Hoople, ed occasionalmente per artisti quali Blue Öyster Cult, Iron Butterfly, Peter Frampton e Frank Zappa. 
Durata approssimativa dello show: 30/50 minuti.
Masque non ottiene buoni riscontri di vendita, e di conseguenza anche le esibizioni live della band attirano tappa dopo tappa sempre meno pubblico, ciò si registra in particolare durante le esibizioni svolte come attrattiva principale, mettendo così in crisi la band, tanto che si pensò momentaneamente anche allo scioglimento.

## Formazione
- Kerry Livgren - chitarra solista, chitarra ritmica, chitarra acustica, piano, clavinet, sintetizzatore moog, sintetizzatore ARP
- Rich Williams - chitarra solista, chitarra ritmica
- Steve Walsh - organo, piano, clavinet, sintetizzatore moog, congas, voce
- Robby Steinhardt - violino, voce
- Dave Hope - basso
- Phil Ehart - batteria, percussioni varie

## Date
Calendario completo del tour
| Data             | Città          | Paese                 | Luogo                        | Note                              |
| ---------------- | -------------- | --------------------- | ---------------------------- | --------------------------------- |
|                  |                |                       |                              |                                   |
| 14 novembre 1975 | Salt Lake City | USA                   |                              |                                   |
| 23 novembre 1975 | Allendale      | Stati Uniti d'America |                              |                                   |
| 29 novembre 1975 | Filadelfia     | USA                   |                              | aprono per Nazareth               |
| 30 novembre 1975 | Cincinnati     | USA                   |                              | aprono per Nazareth               |
| 2 dicembre 1975  | Pittsburgh     | Canada                | Tim Horton Arena             |                                   |
| 19 dicembre 1975 | Long Beach     | USA                   | Long Beach arena             |                                   |
| 21 dicembre 1975 | San Francisco  | USA                   |                              | aprono per Blue Oyster Cult       |
| 3 gennaio 1976   | Edmonton       |                       | Kimsmen Fieldhouse           | aprono per Peter Frampton         |
| 8 gennaio 1976   | Tulsa          | Stati Uniti d'America | Freedom Hall                 | aprono per Aerosmith e Ted Nugent |
| 30 gennaio 1976  | Rock Island    | Stati Uniti d'America |                              |                                   |
| 12 febbraio 1976 | Pittsburgh     | Stati Uniti d'America |                              |                                   |
| 15 febbraio 1976 | San Louis      | Stati Uniti d'America |                              |                                   |
| 20 febbraio 1976 | Passaic        | Stati Uniti d'America |                              |                                   |
| 22 febbraio 1976 | Filadelfia     | Stati Uniti d'America | Armadillo World Headquarters |                                   |
| 1 marzo 1976     | Indianapolis   | Stati Uniti d'America | Elliot Hall of Music         |                                   |
| 4 marzo 1976     | Aswaubenon     | Stati Uniti d'America |                              |                                   |
| 8 marzo 1976     | Dallas         | Stati Uniti d'America | Electric Ballroom            |                                   |
| 10 marzo 1976    | La Crosse      | Stati Uniti           |                              |                                   |
| 20 marzo 1976    | Lafajette      | Stati Uniti d'America |                              |                                   |
| 23 marzo 1975    | Minneapolis    | Stati Uniti d'America |                              | Aprono per i Queen                |
| 26 marzo 1976    | Mobile         | Stati Uniti d'America |                              | aprono per i Bad Company          |
| 28 marzo 1976    | Cleveland      | Stati Uniti d'America | Allen Theatre                | aprono per i Bad Company          |
| 2 aprile 1976    | Charlotte      | Stati Uniti d'America |                              | aprono per i Bad Company          |
| 13 aprile 1976   | Providence     | Stati Uniti d'America |                              | aprono per i Bad Company          |
| 23 aprile 1976   | Terre Haute    | Stati Uniti d'America | Indiana State University     | aprono per i Bad Company          |
| 6 maggio 1976    | Denver         | Stati Uniti d'America |                              | aprono per i Bad Company          |
| 2 luglio 1976    | Merrylville    | Stati Uniti d'America | Star Plaza Theater           |                                   |
| 23 luglio 1976   | Birmingham     | Stati Uniti d'America |                              | aprono per Bob Seger              |